# Steynsrus
Steynsrus este un oraș din Africa de Sud.